# Данте и Беатриче (картина)
«Данте и Беатриче» (англ. Dante and Beatrice) — картина британского художника-прерафаэлита Генри Холидея, написанная маслом на холсте в 1883 году. Ныне она хранится в Галерее искусств Уокера в Ливерпуле (Великобритания), будучи приобретённой ей в 1884 году. Она традиционно считается наиважнейшей картиной художника.
Когда Холидей умер в 1927 году, он был назван «последним прерафаэлитом».
Источником вдохновения для картины Холидея, по-видимому, послужило творчество прерафаэлита Данте Габриэля Россетти, написавшего множество картин, посвящённых итальянскому поэту Данте Алигьери, в том числе «Видение Данте». Сюжет полотна Холидея «Данте и Беатриче» основан на «Новой жизни», автобиографическом произведении поэта 1294 года, в котором описывается его любовь к Беатриче Портинари. Данте скрывал свои чувства к ней, притворяясь, что его привлекают другие женщины. На картине запечатлён эпизод, когда Беатриче, услышав сплетни по этому поводу, отказывается разговаривать с Данте. Беатриче в компании двух женщин проходят мимо моста Санта-Тринита во Флоренции. Она одета в белое платье и идёт рядом со своей подругой Монной Ванной, немного позади них — служанка Беатриче.
Ещё в 1860 году Холидей уже написал одну сцену из «Новой жизни», изображающую встречу Данте и Беатриче в саду её отца, когда они были детьми, а в 1875 году он создал портрет Данте. Помимо «Данте и Беатриче» в Галерее искусств Уокера хранятся ещё три эскиза к ней. На двух из них изображены все персонажи, а на третьем — только Данте. Холидей также изготовил гипсовые статуэтки двух главных женских фигур в обнажённом виде, к которым позже добавил одежду. Они также принадлежат галерее в Ливерпуле. Моделью для Беатриче послужила Элеонора Батчер, для Монны Ванны — Милли Хьюз, а для служанки — Китти Лашингтон.
Холидей очень хотел, чтобы картина была исторически точной, и в 1881 году отправился во Флоренцию для изучения соответствующих материалов. Он обнаружил, что в XIII веке Лунгарно, улица на северной стороне реки Арно между мостом Понте-Веккьо (на заднем плане картины) и мостом Санта-Тринита, была вымощена кирпичом, и в этом районе работали торговые лавки. Эти детали отмечены на картине. Холидей также выяснил, что в 1235 году Понте Веккьо был разрушен наводнением, а в 1285−1290 годах он перестраивался, и поэтому на полотне Холидея он изображён покрытым лесами.